# نبيه سلامة
نبيه سلامة (1908 - 1993) هو شاعر وصحفي وروائي سوري مهجري عاش في سوريا والبرازيل، شارك في تأسيس جامعة القلم وعصبة الأدب العربي وهما جمعيتان أدبيتان اهتمتا بالأدب العربي في البرازيل. اشتغل بالتجارة في سان باولو وكتب ديوان «أوتار القلوب» ورواية «جاكلين أو لذائذ الانتقام» وكتاب حول الشاعر المهجري داود شكور اسمه «داود شكور أديب وخطيب».

## النشأة والمسيرة
ولد نبيه بن نقولا سلامة في حمص بسوريا. انضم للمدرسة في 1919 وتأخر في التمدرس بسبب عمله منذ سن الثامنة وحصل على شهادة ّّأهلية التعليم في 1927 بعد الدراسة لمدة خمس سنوات. اشتغل مراسلا لجريدة «ألف باء» التي صدرت في دمشق و«لسان الحال» التي كان مقرها في بيروت. اشتغل معلما في مدارس في مدن محردة وحماة ودمشق وحمص، وكان من ضمن طلابه في محردة البطريرك إغناطيوس الرابع هزيم والشاعر يوسف الخال وأصدر في 1928 مجلة «البحث» مع بعض أصدقائه الأدباء من حمص. ألف بالاشتراك مع أدباء أرثوذكسيين حمصيين في 1933 كتاب «ذكرى فقيد حمص المرحوم أنطوان جرجي طرابلسي». هاجر إلى سان باولو في البرازيل في 1935 وكتب في جرائد عدة من بينها جريدة «الرابطة السورية» منذ 1936 إلى أن أغلقتها الحكومة البرازيلية لاحقا بسبب صدور قانون يمنع إصدار المطبوعات باللغات الأجنبية خلال الحرب العالمية الثانية. فعمل بالتجارة منذ 1940 لكن دكانه احترق بالكامل وواصل رغم ذلك العمل فيها. ارتحل بين عدة مدن برازيلية إلى أن استقر في سان باولو بداية من 1967 أين كتب في مجلة «المراحل» وكان يحرر الصفحة الأدبية في جريدة «الأنباء» في البرازيل. شارك في تأسيس جامعة القلم في 1964 وعصبة الأدب العربي وهما جمعيتان أدبيتان تعنيان بالأدب العربي في البرازيل. كتب رواية «جاكلين أو لذائذ الانتقام» وديوان «أوتار القلوب» الذي ينقسم لخمسة أقسام وكل قسم له موضوع معين وهي «حلقات مبعثرة» و«هيمات الحنين» و«قنابل بلا دخان» و«نواحة مداحة» و«اللقاط بعد الحصار» وكتاب «داود شكور أديب وخطيب». وتوفي في ساو باولو في البرازيل في 1993.

## أعماله
- جاكلين أو لذائذ الانتقام (رواية)، 1930
- ذكرى فقيد حمص أنطوان جرجي طرابلسي (بالاشتراك مع أدباء آخرين من حمص)، مطبعة السلامة - حمص، 1933
- داود شكور أديب وخطيب، المراحل للطباعة والنشر - سان باولو، 1970
- أوتار القلوب (ديوان شعر)، سان باولو، 1973

### قصائد
- قصيدة «ميسون»، مجلة الثقافة الدمشقية، نوفمبر 1982
- قصيدة أحب وطني

## بيبليوغرافيا
- إتمام الأعلام، نزار أباظة ومحمد رياض المالح، دار صادر - بيروت- الطبعة 1 (1999)، الجزء: 1